# 国家級新区
国家級新区（こっかきゅうしんく）は、中華人民共和国国務院が批准して設置される行政区画で、国家の重大発展と改革開放戦略の任務を受け持つ総合機能区。1980年代後半から設定された経済特区、沿海経済開発区、経済技術開発区、ハイテク開発区などに次いで企画されたもので、1992年に上海市に設置された浦東新区が唯一の区であったが、2006年以降、中国各地で指定されるようになった。通常は、大都市の一部地域が充てられる。

## 国家級新区
- 浦東新区（上海市）
- 浜海新区（天津市）
- 両江新区（重慶市）
- 舟山群島新区（舟山市）
- 蘭州新区（蘭州市）
- 南沙新区（広州市）
- 西咸新区（西安市・咸陽市）
- 貴安新区（貴陽市・安順市）
- 青島西海岸新区（青島市）
- 金普新区（大連市）
- 天府新区（成都市・眉山市）
- 湘江新区（長沙市）
- 江北新区（南京市）
- 福州新区（福州市）
- 滇中新区（昆明市）
- ハルビン新区（ハルビン市）
- 長春新区（長春市）
- 贛江新区（南昌市・九江市）
- 雄安新区（保定市）